# 863 Benkoela
863 Benkoela, asteroid glavnog pojasa. Otkrio ga je Max Wolf, 9. veljače 1917.

## Vanjske poveznice
- Minor Planet Center